# Нильсен, Симен
Симен Спилер Нильсен (норв. Simen Spieler Nilsen; род. 4 августа 1993 года, Арендал, Норвегия) — норвежский конькобежец, золотой призёр зимних Олимпийских игр 2018 года в командной гонке, а также двукратный призёр чемпионата мира по конькобежному спорту на отдельных дистанциях 2016 и 2017 года. Шестикратный призёр в командных гонках разных этапов Кубка мира по конькобежному спорту сезона 2012/2013, 2015/2016, 2016/2017 и 2017/2018 года.

## Биография
Симен Спилер Нильсен родился в городе Арендал, фюльке Эуст-Агдер, Норвегия. Заниматься конькобежным спортом начал в 2004 году, с его слов после того, как в городе открылся новый ледовый каток. Профессионально тренируется на базе клуба «Arendal Skøiteklub», Аренлад. В национальной сборной за его подготовку отвечает норвежец — Сондре Скарли . Состоит в отношениях с норвежской конькобежкой — Хеге Бёкко.

### Спортивная карьера
Первую медаль на чемпионате мира по конькобежному спорту на отдельных дистанцияхв Нильсен выиграл в 2016 году, во время соревнований в российском городе — Коломна. 12 февраля в командной гонке мужчин команда Нильсена финишировала второй с результатом 3:41.26 (+1.22) обогнав соперников из Канады (3.43,28 (+3,24) — 3-е место), уступив при этом голландцам (3.40,04 — 1-е место).
Бронзовой медалью завершилось выступление Нильсена на чемпионате мира по конькобежному спорту на отдельных дистанциях 2017 года в южнокорейском городе — Каннын. 10 февраля 2017 года в мужской командной гонке с результатом 3:41.60 (+0.94) норвежцы заняли третье место, уступив более высокие позиции соперникам из Новой Зеландии (3:41.08 (+0.42) — 2-е место) и Нидерландов (3:40.66 — 1-е место).
На зимних Олимпийских играх 2018 Симен Спилер Нильсен был заявлен для участия в забеге на 5000 м и командной гонке. 11 февраля 2018 года на конькобежном стадионе Олимпийский Овал Каннына в забеге на 5000 м он финишировал с результатом 6:18.39 (+8.63). В общем зачете Симен занял 13-е место. Золотой медалью завершилась командная гонка, где в составе норвежской команды Нильсен выиграл золотую медаль. 21 февраля 2018 года в командной гонке преследования на 3200 м норвежские конькобежцы финишировали первыми с результатом 3:37.32, оставив позади соперников из Южной Корее (3:38.52 — 2-е место) и Нидерландов (3:38.40 — 3-е место).